# Сол Кембъл
Сол Кембъл (на английски: Sol Campbell) е английски футболист и играч за националния отбор на страната си. Играл е за Арсенал, Тотнъм и Портсмут и Нотс Каунти. От януари 2010 играе за бившия си клуб Арсенал. От лятото на 2010 е играч на Нюкасъл Юнайтед.

## Тотнъм
- Купа на лигата – 1999

### Арсенал
- Висша Лига – 2001-02, 2003-04
- Купа на Англия – 2002, 2005
- Комюнити Шийлд  – 2002
- Шампионска лига финалист – 2005-2006